# Glottrasten

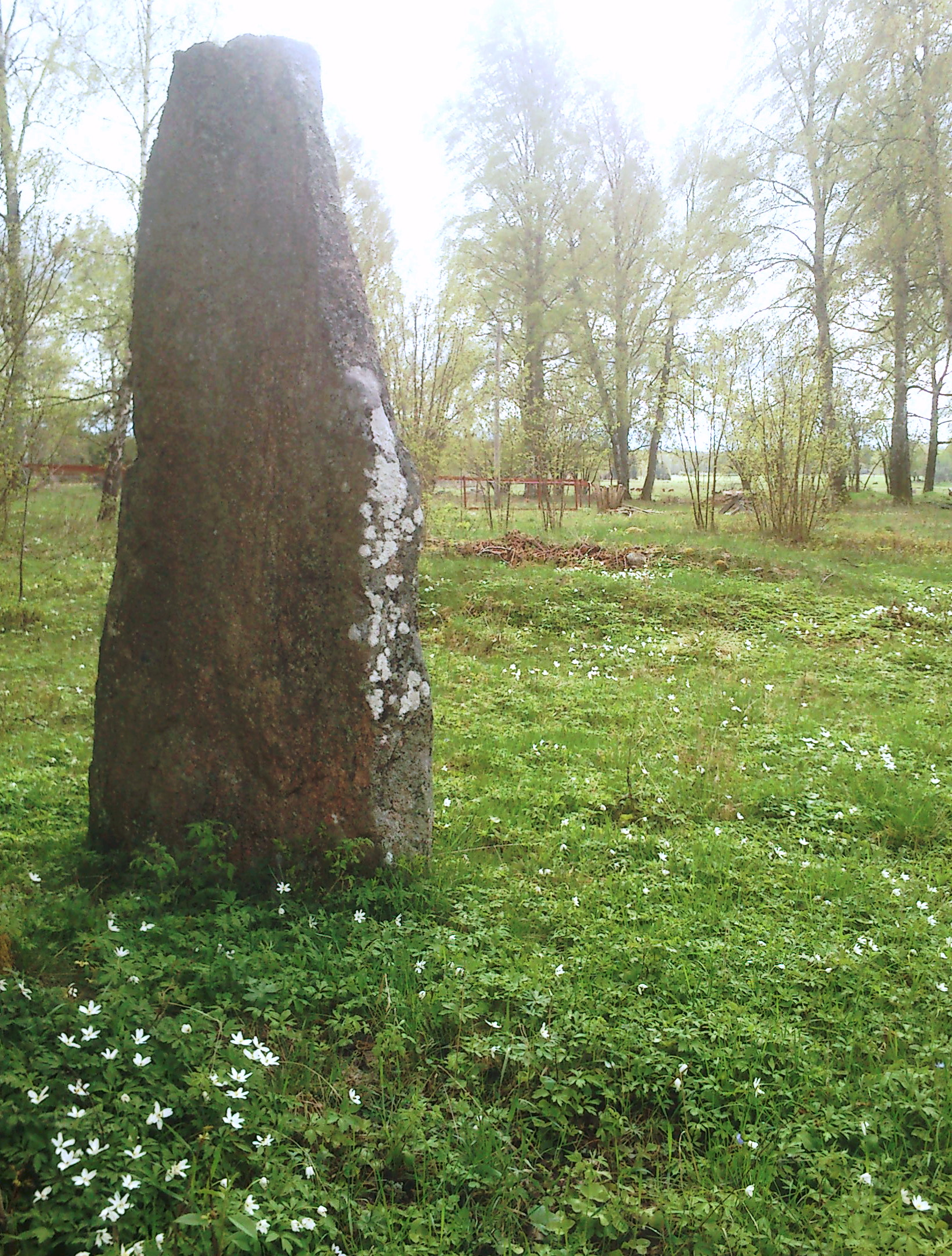
Der Glottrasten

Der Glottrasten ist der größte Bautastein in der Provinz Närke in Schweden. Er steht im Kirchspiel Svennevad bei Hallsberg, nahe der Schule von Norra Glottra, keine 100 m vom Riksvägen 51 zwischen Örebro und Norrköping. 
Der Menhir wurde während der Bronze- oder Eisenzeit aufgestellt. Um den Glottrastenen liegen 18 kleine eisenzeitliche Steinkreise und eine quadratische Steinsetzung. In unmittelbarer Nähe befindet sich ein Gräberfeld mit Steinrösen aus derselben Zeit. 
Ein paar Kilometer südwestlich von Glottra, bei Haddebo, steht der Svenders-Stein, ein etwas kleinerer Menhir. 
Der Glottrasten soll der Grabstein einer Königin Glottra sein, während Svenders Stein nach einem König Svender benannt ist, beide sind geschichtlich nicht belegt. Am See Glottrasjön liegt ein Steinkreis von etwa 7,0 m Durchmesser. 